# ديريك أوبراين (لاعب كرة قدم)
ديريك أوبراين (بالإنجليزية: Derek O'Brien)‏ (14 نوفمبر 1979 في جمهورية أيرلندا - ) هو لاعب كرة قدم أيرلندي في مركز الوسط. لعب مع باتريك أتلتيك ونادي سليغو روفرز ونادي كورك سيتي ونادي يميريك ولونغفورد تاون ‏ ونادي غالواي ‏ وSalthill Devon F.C. ‏ وTralee Dynamos A.F.C. ‏ وغالواي يونايتد ‏.

## وصلات خارجية
- ديريك أوبراين (لاعب كرة قدم) على موقع قاعدة بيانات كرة القدم.إي يو (الإنجليزية)